# 台灣穀米螺
台灣穀米螺是新腹足目穀米螺科穀米螺屬的一种。WoRMS引用Wakefield (2010)，認為本物種為Cryptospira strigata (Dillwyn, 1817)的異名。 
本物種見於台湾，常栖息在浅海沙底。